# Proparasophronica
Proparasophronica is een kevergeslacht uit de familie van de boktorren (Cerambycidae). De wetenschappelijke naam van het geslacht werd voor het eerst geldig gepubliceerd in 2009 door Sama & Sudre.

## Soorten
Proparasophronica is monotypisch en omvat slechts de volgende soort:
- Proparasophronica phlyaroides Breuning, 1982